# William Trevor
William Trevor, KBE, ursprungligen William Trevor Cox, född 24 maj 1928 i Mitchelstown i County Cork, död 20 november 2016 i Somerset i England, var en irländsk författare. Han skrev framförallt noveller, men var också framgångsrik som romanförfattare och dramatiker. Han har skrivit Felicias resa, som filmatiserades av Atom Egoyan. 

## Liv och gärning
William Trevor föddes 1928 och växte upp i ett protestantiskt hem i olika orter i grevskapet Cork, Irland. Familjen flyttade ofta och han gick på 13 olika skolor. Efter studierna arbetade Trevor först som lärare i Irland och England, och sedan i sju år som träsnidare. Han lade av när hans första barn föddes och inkomsten inte var tillräckligt. Familjen flyttade till London där Trevor fick plats på ett reklambolag, något han tyckte var mycket tråkig och enligt sig själv saknade begåvning för. Under tiden som reklamare började han skriva skönlitterärt. 1964 publicerades hans roman Av den gamla skolan som blev en succé och vann Hawthornden Prize. Trevor, 36 år gammal, sade då upp sig från sitt arbete och blev författare på heltid. Han flyttade med sin fru till landsbygden i Devon där de bott sedan dess. Han tillbringade även mycket tid i Toscana och regelbundet besökt Irland.
Trevors arbetssätt var att skriva på många olika projekt samtidigt, lägga undan texter och sedan återkomma efter flera månader för att se om de gav ett tillräckligt levande intryck. Han skrev aldrig på dator utan enbart på skrivmaskin. Han såg sig själv som "en novellförfattare som också skriver romaner". Han har sedan många år ett kontrakt med tidskriften The New Yorker som publicerar hans noveller. I media har han ofta titulerats som en av världens bästa levande novellförfattare. Särskilt har han fått beröm för sina skildringar av osympatiska figurer.
Trots att han bodde i England under hela sin författarkarriär såg sig Trevor alltjämt som en irländsk författare i en irländsk tradition. Han sade att han aldrig ville lämna Irland, utan enbart gjorde det för försörjningens skull. Han menade dock att hans skrivande skulle ha sett annorlunda ut om han inte bott i England, att kännedomen om den engelska nationalkaraktären berikat hans författarskap och att han beundrade många delar av den engelska kulturen, såsom dess förkärlek för excentriker.

## Utmärkelser
- 1965: Hawthornden Prize för Av den gamla skolan
- 1970: Nominerad till Bookerpriset för Mrs. Eckdorf in O'Neill's Hotel
- 1975: Royal Society of Literature för Angels at the Ritz and Other Stories
- 1976: Whitbread Award för Färdvägar
- 1976: Allied Irish Banks Prize for fiction för Färdvägar
- 1976: Heinemann Award for Fiction för Färdvägar
- 1976: Nominerad till Bookerpriset för Färdvägar
- 1980: Giles Cooper Award för Beyond the Pale
- 1982: Giles Cooper Award för Autumn Sunshine
- 1982: Jacob's Award för TV-filmatiseringen av The Ballroom of Romance
- 1983: Whitbread Prize för Fools of Fortune
- 1991: Nominerad till Bookerpriset för Reading Turgenev
- 1994: Whitbread Prize Best Novel för Felicia's Journey
- 1999: David Cohen Prize
- 2001: Irish Literature Prize
- 2002: Irish PEN Award
- 2002: Nominerad till Bookerpriset för The Story of Lucy Gault
- 2002: Nominerad till Whitbread Award för The Story of Lucy Gault
- 2003: Kerry Group Irish Fiction Award
- 2008: Bob Hughes Lifetime Achievement Award in Irish Literature